# Соджертіс-Саут (Нью-Йорк)
Соджертіс-Саут (англ. Saugerties South) — переписна місцевість (CDP) в США, в окрузі Ольстер штату Нью-Йорк. Населення — 2442 особи (2020).

## Географія
Соджертіс-Саут розташований за координатами 42°3′28″ пн. ш. 73°56′56″ зх. д. / 42.05778° пн. ш. 73.94889° зх. д. (42.057887, -73.948804).  За даними Бюро перепису населення США в 2010 році переписна місцевість мала площу 3,01 км², з яких 2,47 км² — суходіл та 0,54 км² — водойми.

## Демографія
Згідно з переписом 2010 року, у переписній місцевості мешкало 2218 осіб у 898 домогосподарствах у складі 630 родин. Густота населення становила 737 осіб/км².  Було 927 помешкань (308/км²).
Расовий склад населення:
| - 94,0 % — білих - 1,6 % — чорних або афроамериканців - 0,9 % — азіатів - 0,4 % — корінних американців |

До двох чи більше рас належало 2,2 %. Частка іспаномовних становила 6,2 % від усіх жителів.
За віковим діапазоном населення розподілялося таким чином: 21,5 % — особи молодші 18 років, 59,2 % — особи у віці 18—64 років, 19,3 % — особи у віці 65 років та старші. Медіана віку мешканця становила 44,0 року. На 100 осіб жіночої статі у переписній місцевості припадало 92,0 чоловіків;  на 100 жінок у віці від 18 років та старших — 90,1 чоловіків також старших 18 років.
Середній дохід на одне домашнє господарство  становив 76 549 доларів США (медіана — 62 386), а середній дохід на одну сім'ю — 92 842 долари (медіана — 75 636). Медіана доходів становила 48 500 доларів для чоловіків та 36 964 долари для жінок. За межею бідності перебувало 7,7 % осіб, у тому числі 16,0 % дітей у віці до 18 років та 5,3 % осіб у віці 65 років та старших.
Цивільне працевлаштоване населення становило 1100 осіб. Основні галузі зайнятості: освіта, охорона здоров'я та соціальна допомога — 29,0 %, фінанси, страхування та нерухомість — 13,6 %, науковці, спеціалісти, менеджери — 9,8 %, роздрібна торгівля — 8,9 %.